# 交叉持股
交叉持股，是指两个或以上的企业之间互持股份，最终形成一种“你中有我、我中有你”的股权结构。是股东可以通过较少的资金量，较低的持股份额，实现对多间较大企业的影响或控制。日本韩国财阀善用交叉持股长久稳定控制企业。两个企业之间互持股份的架構又可稱為互控。

## 优点
- 稳定公司的股权结构，增强控股股东联盟对公司的控制力，防止公司被其他投资者控制或收购。
- 分散风险，实现多样化经营，或强化优势。

## 弊端
- 公司易遭内部人控制，小股东利益受到侵害。
- 联盟的公司之间容易形成垄断。